# Bilieu
Bilieu est une commune française située dans le département de l'Isère, en région Auvergne-Rhône-Alpes, et autrefois rattachée à la province du Dauphiné.
Géographiquement, Bilieu se situe plus particulièrement dans la région naturelle des Terres froides. Elle est une des communes adhérentes à la communauté d'agglomération du Pays voironnais. Le territoire communal borde les rives situées au sud-ouest du lac de Paladru, un lac naturel des Préalpes françaises.
Historiquement, le territoire de Bilieu fut longtemps un ensemble de hameaux de la commune de Charavines et celui-ci en a été détaché pour devenir une commune indépendante dans la première moitié du XIXe siècle.
En mars 2017, la commune confirme le niveau « une fleur » au concours des villes et villages fleuris, ce label récompense le fleurissement de la commune au titre de l'année 2016.
Le point culminant de la commune est situé dans le bois du Grand Platon à 800 mètres d'altitude et les habitants de Bilieu sont dénommés les Bilantin(e)s.

## Géographie

### Situation et description
La commune est située dans le centre est de la France en région Auvergne-Rhône-Alpes, dans la partie septentrionale du département de l'Isère et plus précisément, au nord de la ville de Voiron, dans le canton du Grand-Lemps.
Le centre du bourg de Bilieu se situe à environ 11,8 km de Voiron, ville la plus proche. Le village est également situé, par la route, à 40 km de Grenoble, préfecture de l'Isère, 95 km de Lyon, préfecture de la région Auvergne-Rhône-Alpes, 313 km de Marseille, ainsi qu'à environ 565 km de Paris.

### Communes limitrophes
| Villages du Lac de Paladru (ancienne commune de Paladru) | Montferrat | Saint-Sulpice-des-Rivoires |
| Villages du Lac de Paladru (ancienne commune du Pin)     | Bilieu     | Massieu                    |
|                                                          | Charavines | Chirens                    |

### Géologie et relief
Le territoire billantin borde un plan d'eau qui occupe le point le plus bas d'une ancienne vallée creusée par une des langues du glacier rhodanien dans la molasse miocène à l'époque de la glaciation de Würm. Des formations rocheuses, liées au passage de cet ancien glacier, affleurent presque partout sur les pentes des collines boisées qui entourent le lac. La cuvette du lac semble avoir été abandonnée par la langue glaciaire au stade IV de retrait des glaciers datant du würmien supérieur.

### Hydrographie

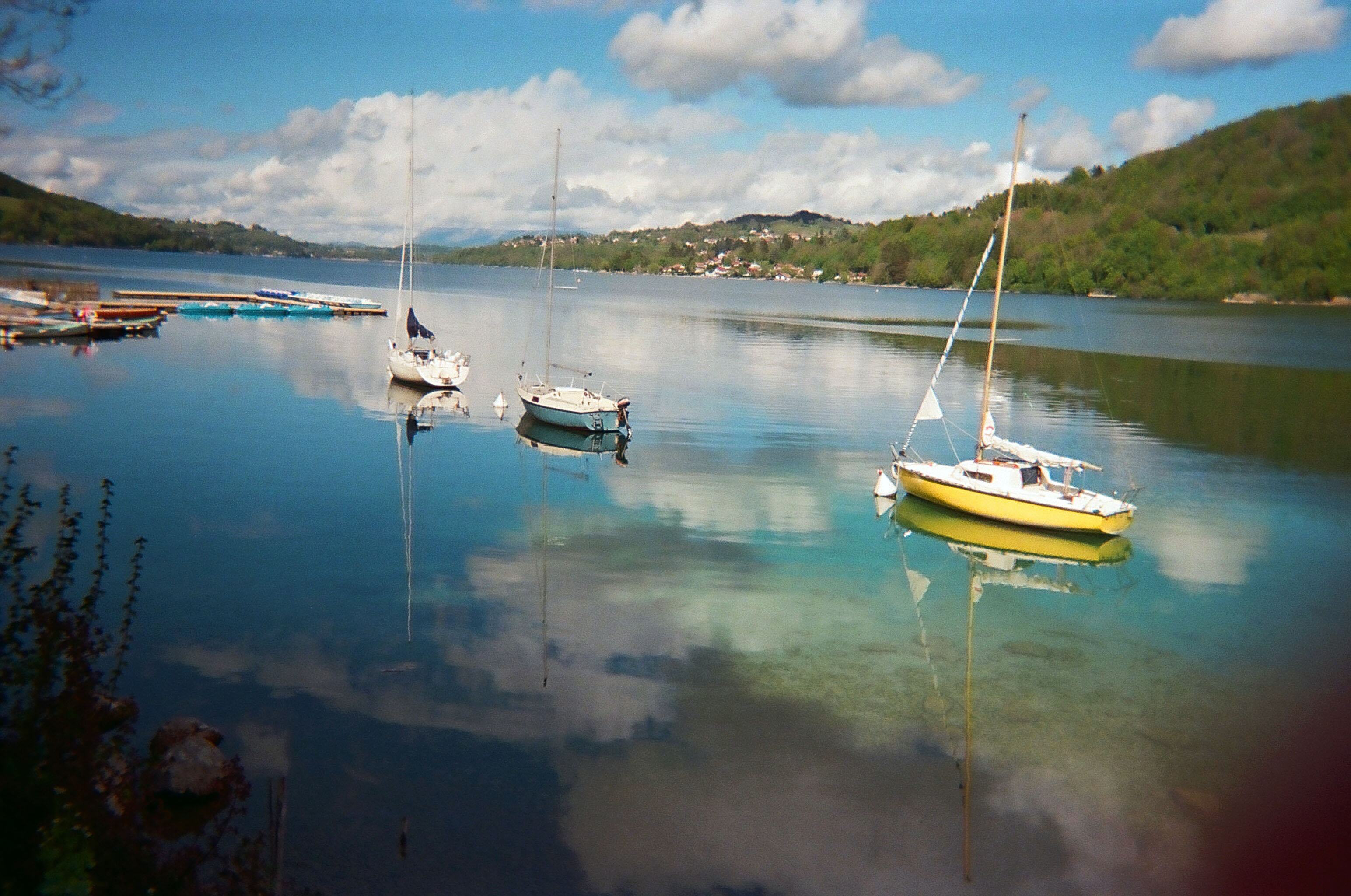
Le lac de Paladru et le hameau du Petit Bilieu, au fond

Le territoire communal est situé au bord d'un lac et il est également sillonné par un petit cours d'eau notable alimente de petits étangs.

#### Le lac de Paladru
La commune borde la partie méridionale de ce lac naturel, d'une superficie de 3,9 km2. La berge sud, situé à l'ouest de la rive de la Fure héberge une plage composée de sable et de petit galets, ouverte au public.

#### Les cours d'eau
Le Cras est un ruisseau d'une longueur de 2,4 km qui prend sa source dans la commune avant de rejoindre l'Ainan, affluent du Guiers et sous-affluent du Rhône.

### Climat
Pour des articles plus généraux, voir Climat d'Auvergne-Rhône-Alpes et Climat de l'Isère.
En 2010, le climat de la commune est de type climat des marges montargnardes, selon une étude du Centre national de la recherche scientifique s'appuyant sur une série de données couvrant la période 1971-2000. En 2020, Météo-France publie une typologie des climats de la France métropolitaine dans laquelle la commune est exposée à un climat de montagne ou de marges de montagne et est dans la région climatique Alpes du nord, caractérisée par une pluviométrie annuelle de 1 200 à 1 500 mm, irrégulièrement répartie en été.
Pour la période 1971-2000, la température annuelle moyenne est de 9,9 °C, avec une amplitude thermique annuelle de 17,5 °C. Le cumul annuel moyen de précipitations est de 1 246 mm, avec 10,5 jours de précipitations en janvier et 7,3 jours en juillet. Pour la période 1991-2020, la température moyenne annuelle observée sur la station météorologique de Météo-France la plus proche, « St Aupre_sapc », sur la commune de Saint-Aupre à 11 km à vol d'oiseau, est de 11,0 °C et le cumul annuel moyen de précipitations est de 1 376,9 mm,. Pour l'avenir, les paramètres climatiques de la commune estimés pour 2050 selon différents scénarios d'émission de gaz à effet de serre sont consultables sur un site dédié publié par Météo-France en novembre 2022.
Tableaux des températures minimales et maximales
Voici, ci-dessous, deux tableaux successifs présentant les valeurs de températures mensuelles, relevées sur le secteur de Bilieu sur deux années, à deux ans d'intervalle durant la dernière décennie.
- Année 2015

| Mois                              | jan. | fév. | mars | avril | mai  | juin | jui. | août | sep. | oct. | nov. | déc. |
| --------------------------------- | ---- | ---- | ---- | ----- | ---- | ---- | ---- | ---- | ---- | ---- | ---- | ---- |
| Température minimale moyenne (°C) | −0,3 | −0,3 | 3,5  | 6,6   | 10,8 | 14,6 | 17,3 | 15,9 | 10,9 | 7,5  | 2,1  | −1,1 |
| Température maximale moyenne (°C) | 8    | 6,8  | 14,6 | 20    | 22,3 | 28   | 31,6 | 28,3 | 22,6 | 16   | 14,2 | 10,7 |

- Année 2017

| Mois                              | jan. | fév. | mars | avril | mai  | juin | jui. | août | sep. | oct. | nov. | déc. |
| --------------------------------- | ---- | ---- | ---- | ----- | ---- | ---- | ---- | ---- | ---- | ---- | ---- | ---- |
| Température minimale moyenne (°C) | −5,8 | 1,2  | 4,6  | 4,9   | 10,3 | 15,8 | 15,9 | 15,4 | 9,5  | 6,2  | 3,5  | −1,2 |
| Température maximale moyenne (°C) | 2,7  | 13,6 | 17,5 | 19,1  | 23,6 | 29,2 | 28,8 | 28,6 | 21,7 | 20,5 | 10,2 | 5,1  |

### Voies de communication

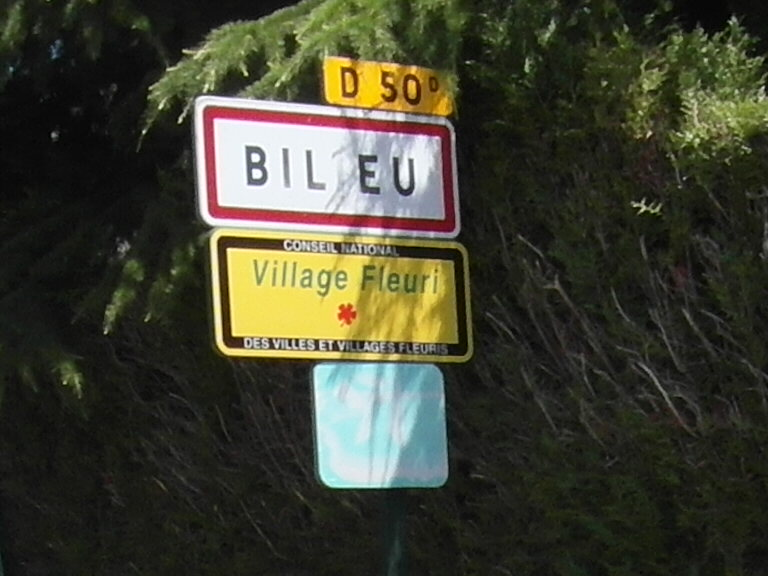
Panneau d'entrée de Bilieu (RD 50d)

Le territoire de la commune est traversé par une ancienne route nationale, reclassée en route départementale et plusieurs routes départementales :
- la route nationale 75 était une route nationale française reliant Bourg-en-Bresse à Sisteron. Cette route a été déclassée en RD 1075 en 2006 et traverse le territoire communal dans sa partie orientale.
- la route départementale 50d (RD50d) qui relie le bourg de Charavines à la commune de Chirens (hameau de l'Arsenal par jonction avec la RD 1075).
- la route départementale 90 (RD90) qui relie la commune de Charavines par détachement de la RD50d avec la commune de Paladru par la rive orientale du lac.

### Transports publics
Le réseau interurbain des transports du Pays voironnais dessert le territoire de la commune avec sept arrêts :
- Ligne F : Voiron (Gare SNCF) ↔ Chirens ↔ Bilieu ↔ Montferrat.

Cette ligne fonctionne du lundi au samedi et en heures creuses, il y a la possibilité d'utiliser le service du transport à la demande, sous certaines conditions.

## Urbanisme

### Typologie
Au 1er janvier 2024, Bilieu est catégorisée commune rurale à habitat dispersé, selon la nouvelle grille communale de densité à sept niveaux définie par l'Insee en 2022.
Elle est située hors unité urbaine. Par ailleurs la commune fait partie de l'aire d'attraction de Grenoble, dont elle est une commune de la couronne,. Cette aire, qui regroupe 204 communes, est catégorisée dans les aires de 700 000 habitants ou plus (hors Paris),.

### Occupation des sols
L'occupation des sols de la commune, telle qu'elle ressort de la base de données européenne d’occupation biophysique des sols Corine Land Cover (CLC), est marquée par l'importance des territoires agricoles (50,3 % en 2018), en diminution par rapport à 1990 (57,5 %). La répartition détaillée en 2018 est la suivante : 
prairies (29,3 %), forêts (23,7 %), zones agricoles hétérogènes (21 %), zones urbanisées (14,6 %), eaux continentales (11,4 %). L'évolution de l’occupation des sols de la commune et de ses infrastructures peut être observée sur les différentes représentations cartographiques du territoire : la carte de Cassini (XVIIIe siècle), la carte d'état-major (1820-1866) et les cartes ou photos aériennes de l'IGN pour la période actuelle (1950 à aujourd'hui).

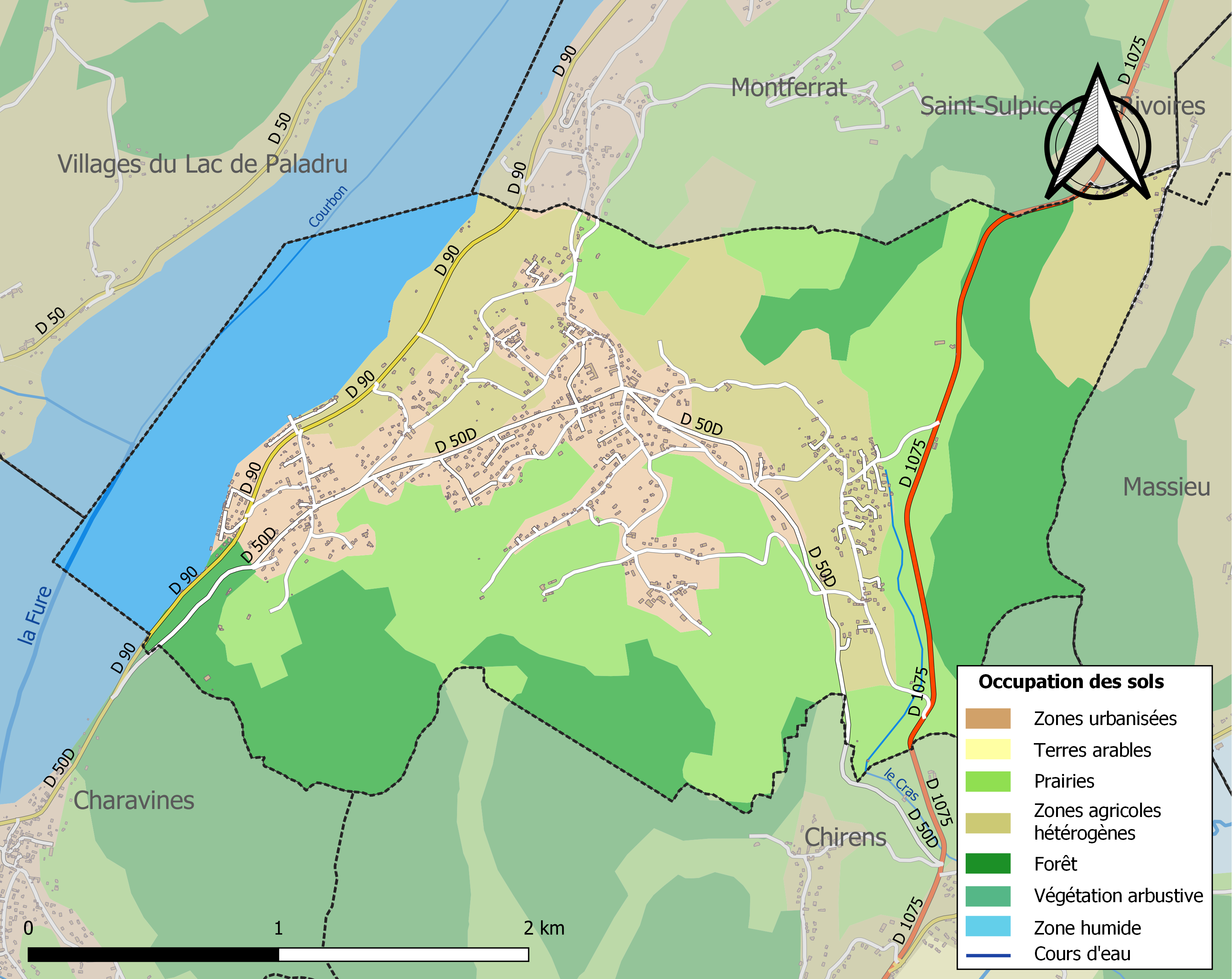
Carte des infrastructures et de l'occupation des sols de la commune en 2018 (CLC).

### Morphologie urbaine
Le chef-lieu communal s'étend sur un replat dominant la vallée du lac de Paladru. Il s'agit d'un petit bourg de type rural entouré de quelques hameaux.

### Hameaux, lieux-dits et écarts
Voici, ci-dessous, la liste la plus complète possible des divers hameaux, quartiers et lieux-dits résidentiels urbains comme ruraux, ainsi que les écarts qui composent le territoire de la commune de Bilieu, présentés selon les références toponymiques fournies par le site géoportail de l'Institut géographique national.
| - Mazonin - Trallut - Fouillou - les Vores - le Charamel - Méry | - les Aigles - Bernardin - le David - les Maures - la Bourdonnais - le Chemin Vert | - le Grand Bilieu - le Petit Bilieu - les Sapins - Matonnière - Combe Revaltière |

### Risques naturels et technologiques

#### Risques sismiques
L'ensemble du territoire de la commune de Bilieu est situé en zone de sismicité n°3 (sur une échelle de 1 à 5), comme la plupart des communes du secteur géographique du lac de Paladru.
| Type de zone | Niveau            | Définitions (bâtiment à risque normal) |
| ------------ | ----------------- | -------------------------------------- |
| Zone 3       | Sismicité modérée | accélération = 1,1 m/s2                |

## Toponymie
Le nom de « curatus de Billiesco » est établi au XVe siècle, dérivé du nom d'un domaine d´origine gallo-romaine Billiacum, lui-même dérivé avec le suffixe -acum du gentilice Billius (selon Nègre en 1990).
Selon la spécialiste d'histoire locale, Corinne Bourrillon, 279 noms de lieux et sites ont été recensés sur le territoire de Bilieu.

## Histoire

### Préhistoire
À proximité immédiate du territoire billantin, sur le territoire de la commune voisine de Charavines, un village composé aux maisons de bois sur la rive sud du lac de Paladru, s'est installé durant le XXVIIe siècle av. J.-C.. Des agriculteurs défrichent dès lors la forêt aux alentours, à l’époque du Néolithique final. La montée des eaux entraînera l'abandon de ce site.

### Antiquité
Au début de l'Antiquité, le territoire des Allobroges s'étendait sur la plus grande partie des pays qui seront nommés plus tard la Sapaudia (ce « pays des sapins » deviendra la Savoie) et le nord du département de l'Isère.
Les Allobroges, comme bien d'autres peuples gaulois, sont une « confédération ». En fait, les Romains donnèrent, par commodité le nom d'Allobroges à l'ensemble des peuples gaulois vivant dans la civitate (cité) de Vienne, à l'ouest et au sud de la Sapaudia.

### Époque contemporaine
Bilieu a été érigé en commune par distraction de la commune de Charavines par ordonnance royale en date du 19 juillet 1826.

## Politique et administration

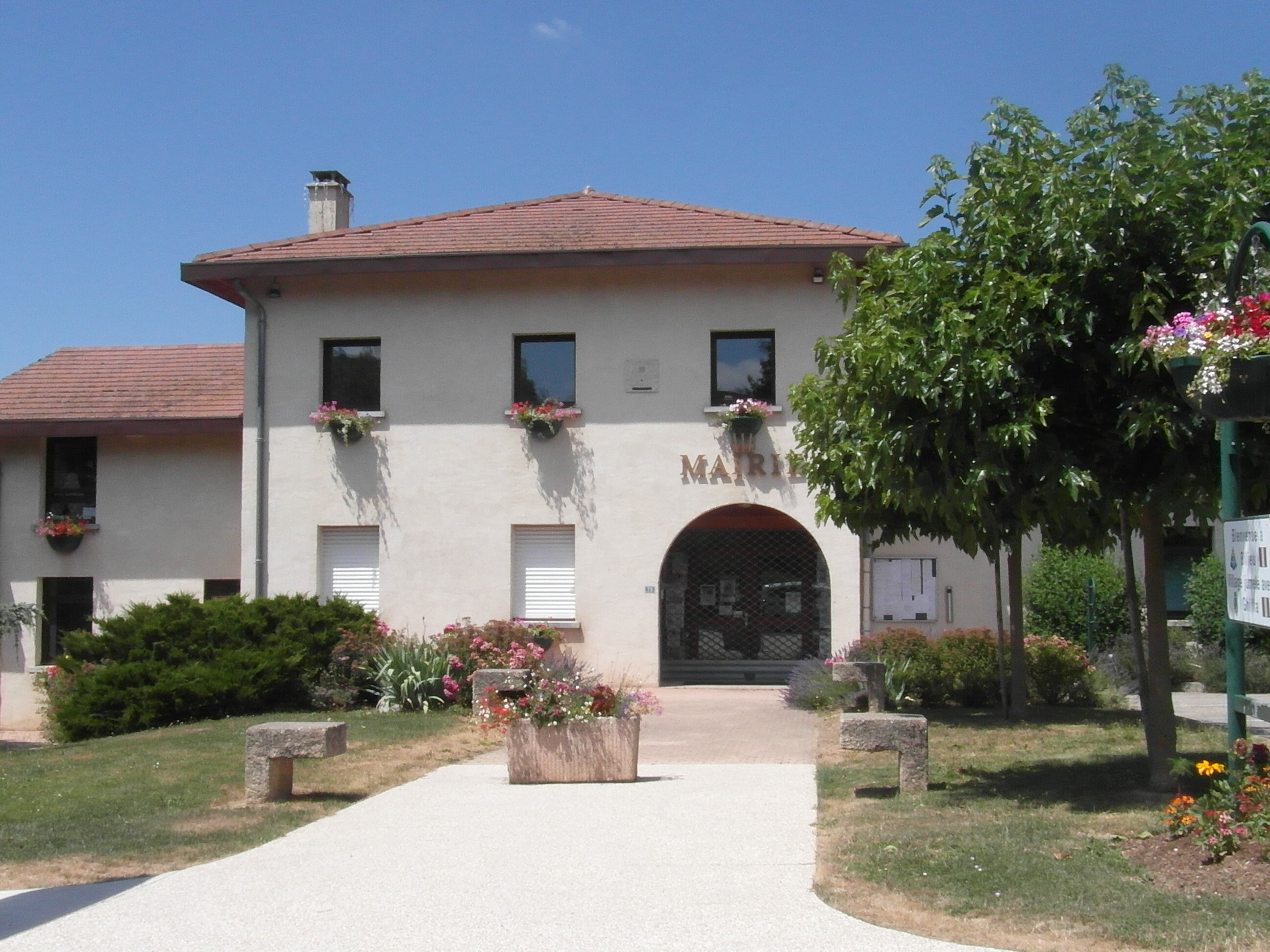
Mairie de Bilieu

### Administration municipale
Le conseil municipal de Bilieu compte 19 membres. Celui-ci se compose d'un maire, cinq adjoints au maire et de treize conseillers municipaux.

### Liste des maires
| Période                                  | Période  | Identité           | Étiquette | Qualité    |
| ---------------------------------------- | -------- | ------------------ | --------- | ---------- |
| avant 1988                               | ?        | Roland Chevallier  |           |            |
| avant 2008                               | 2014     | Jacques Mercatello |           |            |
| 2014                                     | En cours | Jean-Yves Penet    | EELV      | Commerçant |
| Les données manquantes sont à compléter. |          |                    |           |            |

## Population et société

### Démographie
L'évolution du nombre d'habitants est connue à travers les recensements de la population effectués dans la commune depuis 1831. Pour les communes de moins de 10 000 habitants, une enquête de recensement portant sur toute la population est réalisée tous les cinq ans, les populations de référence des années intermédiaires étant quant à elles estimées par interpolation ou extrapolation. Pour la commune, le premier recensement exhaustif entrant dans le cadre du nouveau dispositif a été réalisé en 2004.

En 2022, la commune comptait 1 601 habitants, en évolution de +4,71 % par rapport à 2016 (Isère : +3,07 %, France hors Mayotte : +2,11 %).
| 1831 | 1836 | 1841 | 1846 | 1851 | 1856 | 1861 | 1866 | 1872 |
| ---- | ---- | ---- | ---- | ---- | ---- | ---- | ---- | ---- |
| 537  | 536  | 634  | 652  | 575  | 542  | 549  | 550  | 549  |

| 1876 | 1881 | 1886 | 1891 | 1896 | 1901 | 1906 | 1911 | 1921 |
| ---- | ---- | ---- | ---- | ---- | ---- | ---- | ---- | ---- |
| 499  | 491  | 498  | 465  | 449  | 437  | 449  | 462  | 417  |

| 1926 | 1931 | 1936 | 1946 | 1954 | 1962 | 1968 | 1975 | 1982 |
| ---- | ---- | ---- | ---- | ---- | ---- | ---- | ---- | ---- |
| 407  | 376  | 340  | 313  | 290  | 301  | 296  | 326  | 510  |

| 1990 | 1999 | 2004  | 2006  | 2009  | 2014  | 2019  | 2022  | - |
| ---- | ---- | ----- | ----- | ----- | ----- | ----- | ----- | - |
| 741  | 922  | 1 040 | 1 111 | 1 232 | 1 491 | 1 575 | 1 601 | - |

### Enseignement
La commune de Bilieu, rattachée à l'académie de Grenoble compte une école sur son territoire, l'école maternelle et élémentaire qui présente un effectif de 177 élèves. Cette école a reçu le nom de groupe scolaire Petit Prince et a été équipée, en 2017, d'une centrale photovoltaïque sur les toits du préau et de la salle d'activités.

### Santé
L'établissement hospitalier le plus proche de la commune est le centre hospitalier de Voiron.

### Sports
Le stade du Grand bois est situé dans le bourg de Bilieu. Il est le stade attitré de l'équipe de football amateur du FC Bilieu qui est composée de trois équipes (FCB1, FCB2 et vétérans).

### Médias
Historiquement, le quotidien à grand tirage Le Dauphiné libéré consacre, chaque jour, y compris le dimanche, dans son édition du Voironnais à la Chartreuse, un ou plusieurs articles à l'actualité du village de Bilieu et de ses environs, ainsi que des informations sur les éventuelles manifestations locales, les travaux routiers, et autres événements divers à caractère local.
La commune est située sur l'aire de diffusion de radio Ici Isère, une radio publique qui émet sur tout le territoire du département de l'Isère.

### Cultes

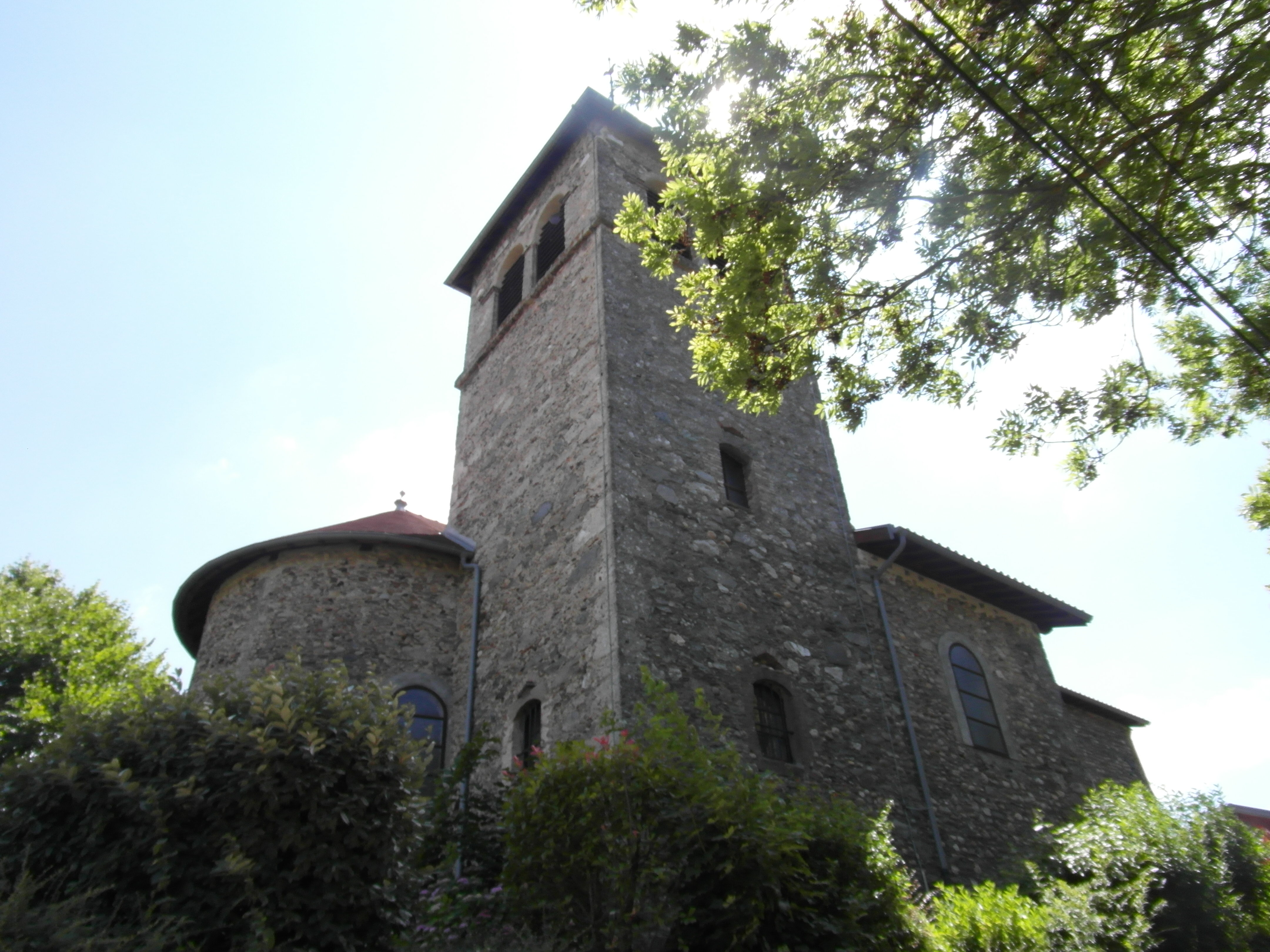
Église de Bilieu

La communauté catholique et l'église de Bilieu (propriété de la commune) sont desservis par la paroisse Notre-Dame de la Vouise qui gère le service de vingt-deux églises et d'un monastère. Cette paroisse dépend elle-même du diocèse de Grenoble-Vienne.

## Économie

### Emploi
Selon le site de l'INSEE, le nombre d'emplois proposés dans la commune, en 2015 est de 144 (dont 82 salariés et 62 non salariés), le nombre d'actifs ayant un emploi résidant dans la zone est de 701 (dont 572 salariés et 129 non salariés).
Taux de chomage
Selon ce même site, le taux de chômage de la commune est supérieur au taux enregistré sur le territoire national.
| Taux de chômage               | 2015  | 2010 |
| ----------------------------- | ----- | ---- |
| Total des deux sexes          | 8,4 % | NC   |
| Total des hommes              | 7,2 % | NC   |
| Total des femmes              | 9,6 % | NC   |
| Part des femmes dans le total | 55,6% | NC   |

Source : Insee, RP2010 et RP2015 exploitations principales.

## Culture et patrimoine

### Lieux et monuments

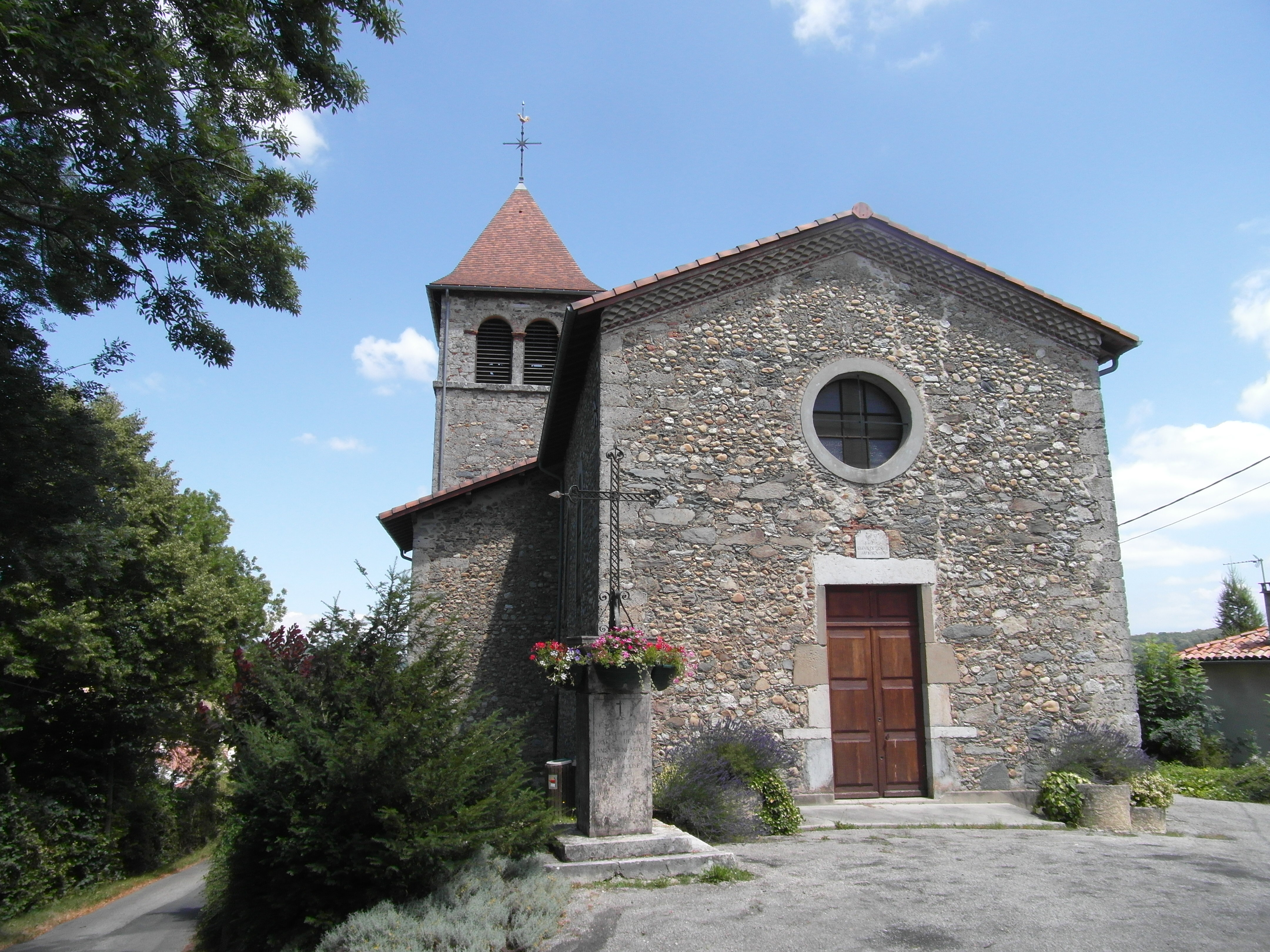
Église de Bilieu

L'église paroissiale Saint-Albin actuelle date de 1848, érigée grâce à une donation Charamel (la date est gravée sur une pierre au-dessus de la porte d'entrée. Une croix surmonte un soubassement de pierre qui rappelle les origines romanes de cette petite église, rénovée en 1991)
Une chapelle romane était situé autrefois sur le territoire de la commune, mais peu de personnes peuvent situer son emplacement avec précision et le hameau du Petit Bilieu est un site possible.

### Patrimoine naturel
Les sentiers de la commune permettent au randonneurs d'accéder à de nombreux panoramas : 
- La Croix des Cochettes, à une altitude de 720 mètres d'où une vue sur les monts du Lyonnais jusqu'au Jura par temps clair et qui plonge sur le lac de Paladru.
- Un bloc morainique dénommé « Pierre de beau soleil » ou « Pierre de Libre Soleil »  (6 m de long sur 4,50 m de large et haut de 2 m)  témoin de l'origine glaciaire du paysage se situe aux limites sud-est du territoire communal à près de 835 m d'altitude (partagé avec le territoire de la commune voisine de Chirens). Avec l'exploitation forestière actuelle, une vue quasi panoramique s'offre sur le Vercors, le bassin de Rives, la Chartreuse et les Alpes.
- La commune comprend également de nombreuses forêts et bois locaux (Bois brûlé, Bois du grand Platon, Bois d'Amour, Bois saint-Jean, Bois des fontaines). les randonneurs peuvent également croiser quelques châtaigniers plus que centenaires[34].

### Héraldique
|  | Bilieu possède des armoiries dont l'origine et le blasonnement exact ne sont pas disponibles. |